# Valonia ventricosa
Valonia ventricosa, cũng được biết đến như "tảo bong bóng" là một loài tảo được tìm thấy tại vùng đại dương nhiệt đới và cận nhiệt đới trên khắp thế giới. Nó là một trong những loài sinh vật đơn bào lớn nhất trên thế giới.

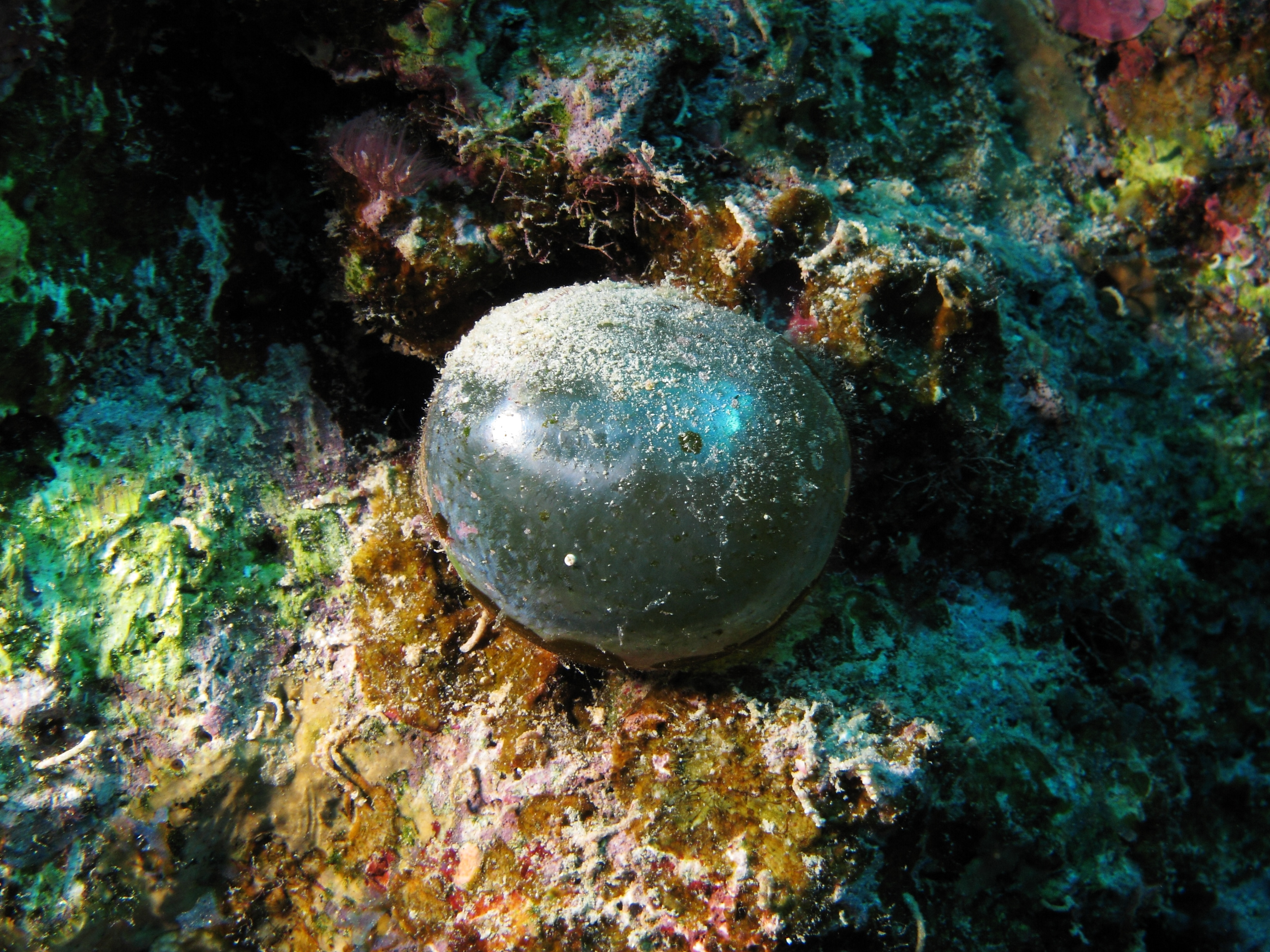
Valonia ventricosa tại Biển Đỏ

## Đặc điểm
Valonia ventricosa thường phát triển đơn lẻ, nhưng trong trường hợp hiếm chúng có thể phát triển theo nhóm.

### Môi trường
Chúng xuất hiện tại các vùng thủy triều khu vực nhiệt đới và cận nhiệt đới, như vùng biển Caribbean, phía bắc qua Florida, phía nam tới Brazil, và ở Ấn Độ-Thái Bình Dương. Nói chung, chúng sống hầu như tất cả đại dương trên toàn thế giới, thường sống trong san hô vụn. Độ sâu nhất chúng còn có khả năng tồn tại là khoảng 80 mét (260 ft).

### Sinh lý và sinh sản
Sinh vật đơn bào này có hình thể từ hình cầu đến hình trứng, và màu sắc thay đổi từ màu cỏ xanh đến màu xanh đậm, mặc dù trong nước chúng có thể xuất hiện màu bạc, mòng két, hoặc thậm chí đen. Điều này được xác định bởi số lượng lạp lục của nó. Bề mặt của tế bào tỏa sáng như thủy tinh.
Sinh sản xảy ra bởi sự phân chia tế bào, khi tế bào đa nhân mẹ tạo ra tế bào con, và rể giả hình thành "bong bóng" mới, trở nên tách biệt với tế bào mẹ.